# Église Sainte-Anne de Marsaskala

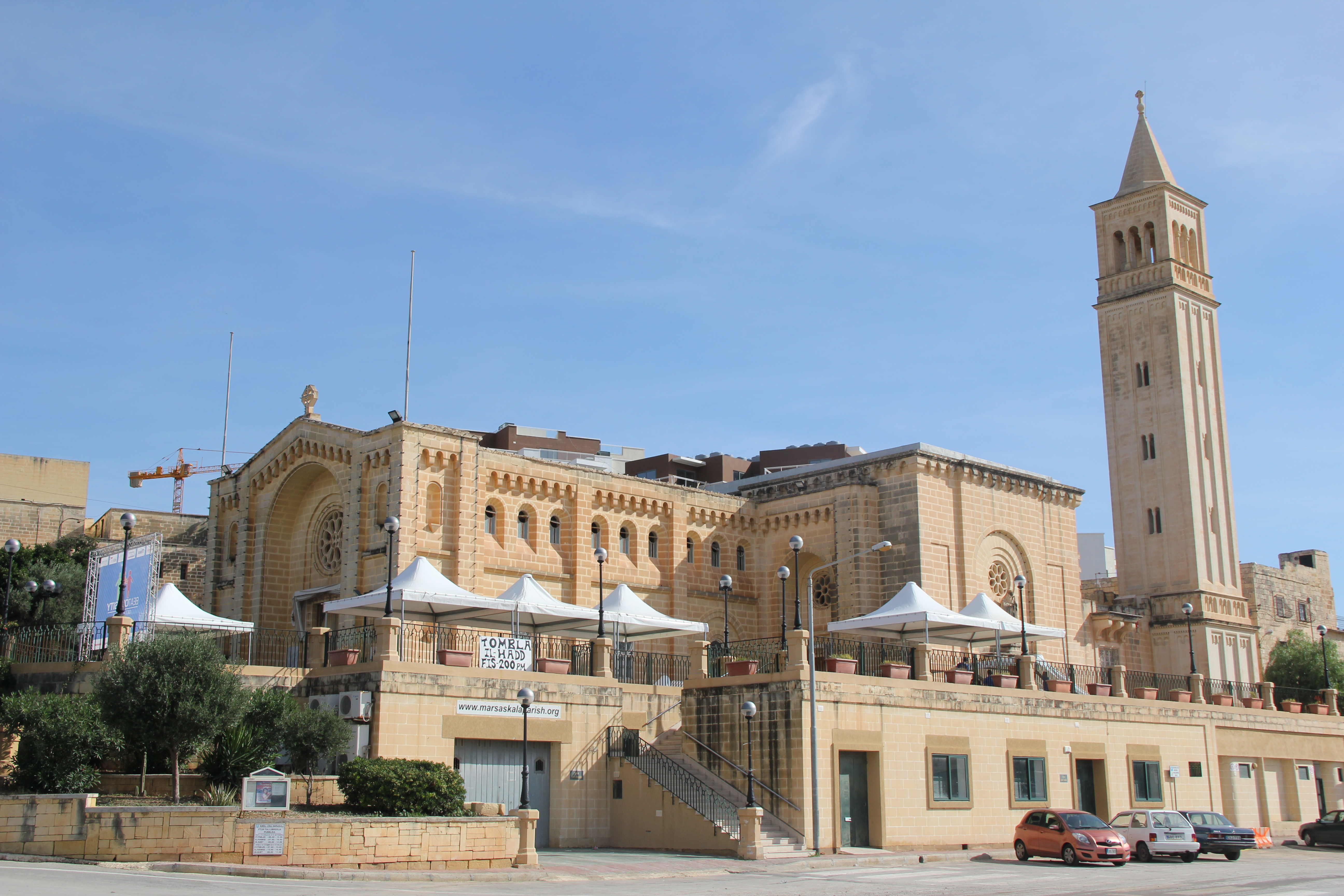
Église Sainte-Anne de Marsaskala

L'église paroissiale Sainte-Anne est une église catholique située à Marsaskala, à Malte.

## Historique
La présente église date de 1953.